# Елево (Пермский край)
Елево — деревня в Гайнском районе Пермского края. Входит в состав Гайнского сельского поселения. Располагается южнее районного центра, посёлка Гайны. Расстояние до районного центра составляет 9 км. По данным Всероссийской переписи населения 2010 года, в деревне проживал 51 человек (30 мужчин и 21 женщина).

## История
До Октябрьской революции населённый пункт Елево входил в состав Гаинской волости, а в 1927 году — в состав Чажеговского сельсовета. По данным переписи населения 1926 года, в деревне насчитывалось 70 хозяйств, проживало 386 человек (182 мужчины и 204 женщины). Преобладающая национальность — коми-пермяки. Действовала школа первой ступени.
По данным на 1 июля 1963 года, в деревне проживало 230 человек. До конца 1962 года населённый пункт входил в состав Чажеговского сельсовета, а в 1963 году деревня вошла в состав Даниловского сельсовета.